# Türk Havacılık ve Uzay Sanayii
Türk Havacılık ve Uzay Sanayii A.Ş. (TUSAŞ, Турецкая авиационная и космическая промышленность) — турецкая аэрокосмическая компания, основанная в 1973 году.

## Общие сведения
TUSAŞ была основана 28 июня 1973 г. при Министерстве промышленности и технологий с целью снижения иностранной зависимости Турции в оборонной промышленности.
После принятия решения об использовании самолётов F-16 для удовлетворения потребностей турецких ВВС в истребителях в 1984 г. TAI была создана как совместная турецко-американская инвестиционная компания сроком на 25 лет с целью производства самолётов F-16, интеграции систем на них, проведения летных испытаний и поставки их турецким ВВС.
Не успел завершиться 25-летний период, как в 2005 г. иностранные акции были приобретены турецкими акционерами, и компания была реструктурирована. В связи с этим TAI и TUSAŞ объединились и расширили свою деятельность под эгидой TUSAŞ — Türk Havacılık ve Uzay Sanayii A.Ş., став технологическим центром Турции в области разработки, модернизации, производства, системной интеграции и процессов поддержки жизненного цикла систем аэрокосмической промышленности.
Завод TUSAŞ в Анкаре занимает площадь более 4 млн м2. Под его крышей находится промышленный объект площадью 715 000 м2.
По состоянию на 2023 год в TUSAŞ работает в общей сложности 15 695 человек, в том числе более 6900 инженеров, более 6600 техников и других сотрудников.

## Деятельность
Компания TUSAŞ, входящая в сотню крупнейших мировых игроков аэрокосмической отрасли, в зависимости от тематики проектов разделена на группы аэроструктурная, самолётная, вертолётная, БПЛА, Космических комплекс, национальных боевых самолёт и инженерная. Деятельность компании организована в рамках шести стратегических бизнес-центров. Кроме того, для всех продуктов, разработанных/произведенных компанией, предоставляются услуги интегрированной логистической поддержки.

## Продукция

### Самолёты
- HÜRKUŞ — усовершенствованный учебно-тренировочный самолёт и лёгкий штурмовик
- HÜRJET — учебно-боевой самолёт, разработка и производство (первый полёт в 2023 г.)[2][3]
- KAAN — истребитель 5-го поколения (опытный прототип совершил первый полёт в феврале 2024 года).

### Вертолёты
- T129 ATAK — многоцелевой боевой вертолёт
- T929 ATAK II — многоцелевой ударный вертолёт тяжелого класса
- T625 GÖKBEY — многоцелевой вертолёт общего назначения
- T925 — вертолёт общего назначения класса 10-тонн

### БПЛА
- ANKA — средневысотный БПЛА длителного полета
- AKSUNGUR — БПЛА с высокой грузоподъемностью
- ANKA III — БПЛА с дозвуковой скоростью
- ŞİMŞEK — военный высокоскоростной дрон

### Космические спутники
- Göktürk-1
- Göktürk-2
- Göktürk-3
- Türksat 4A

### Модернизация, аэроструктура и другие программы
- General Dynamics F-16 Fighting Falcon -
- Lockheed C-130 Hercules — модернизация для ВВС Турции[4]
- Cougar AS-532 (SAR) — модернизация
- MELTEM III (ATR-72)

## Теракт
23 октября 2024 года около штаб-квартиры компании в Анкаре произошёл террористический акт в ходе которого погибли 8 человек и ещё 22 получили ранения. Ответственность за теракт взяла на себя Рабочая партия Курдистана.